# St. Michael (Stuttgart-Sillenbuch)

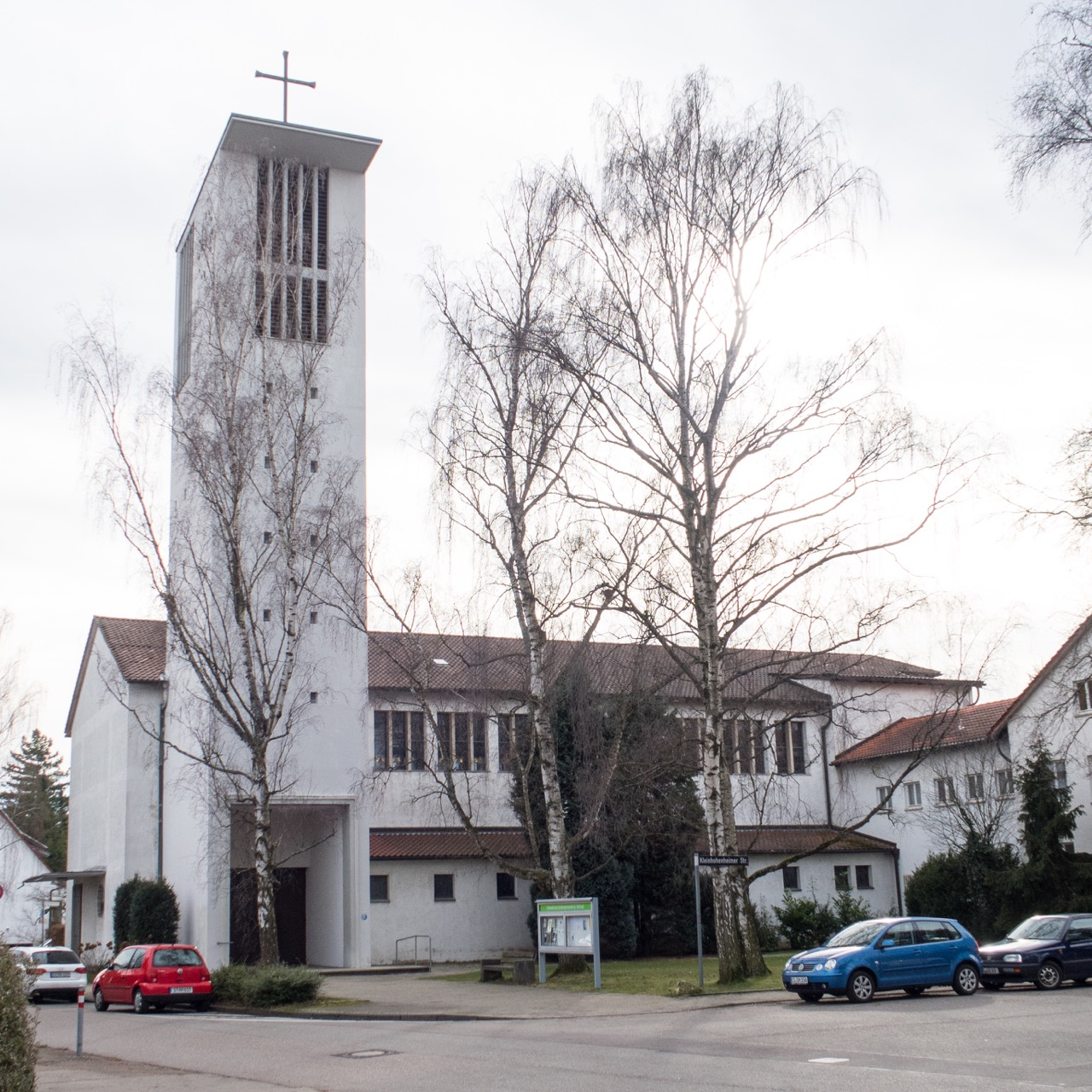
St. Michael in Sillenbuch

Die römisch-katholische Pfarrkirche St. Michael steht in Sillenbuch, einem Stadtbezirk von Stuttgart. Das Bauwerk ist beim Landesamt für Denkmalpflege Baden-Württemberg als Baudenkmal eingetragen. Die Kirchengemeinde gehört zum Stadtdekanat Stuttgart in der Diözese Rottenburg-Stuttgart.

## Beschreibung

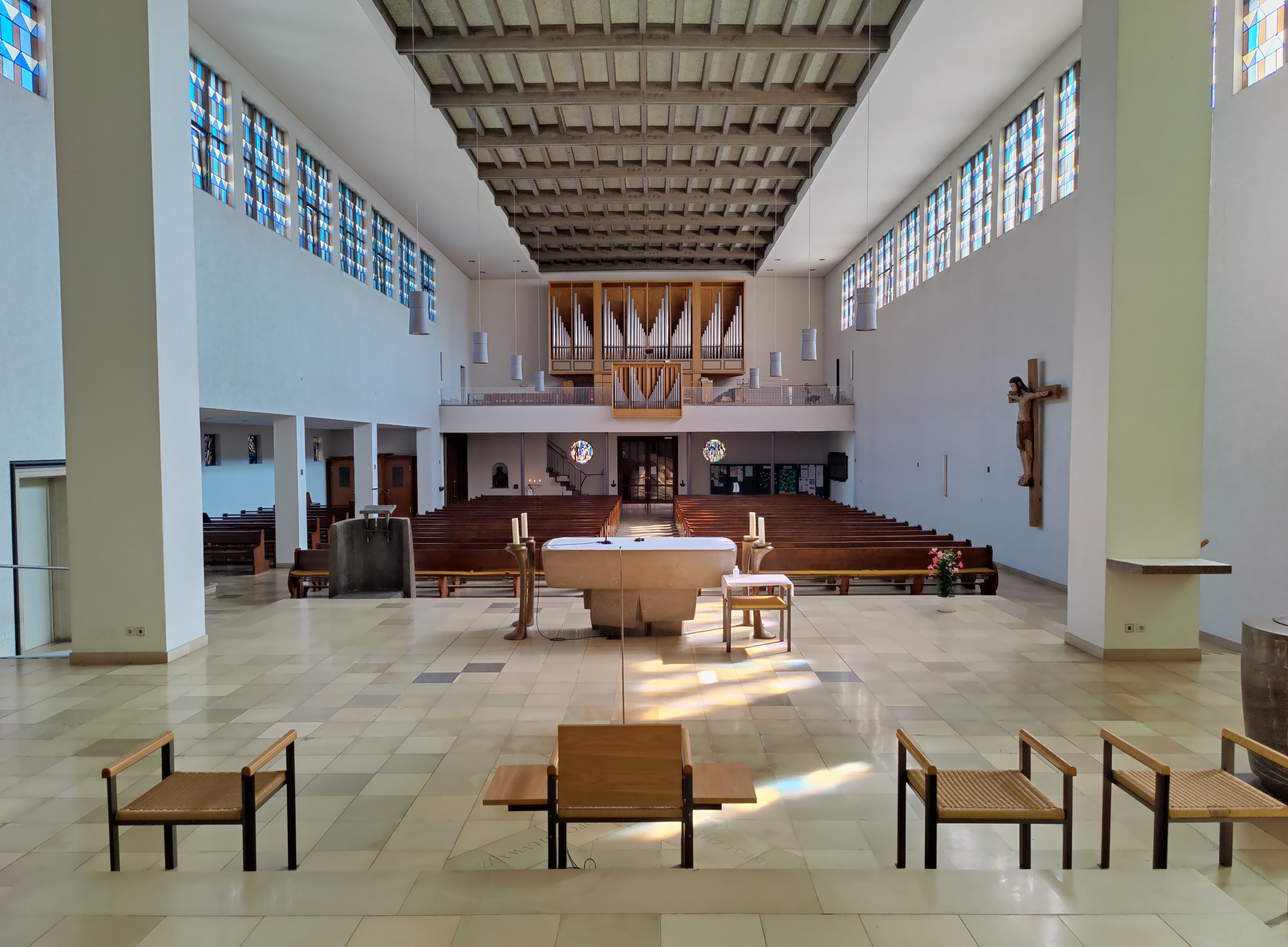
Innenraum

Die Saalkirche wurde 1952/53 nach Entwürfen von Hans Herkommer erbaut. Sie wurde am 22. Februar 1953 auf die Heiligen Erzengel Michael und Augustinus geweiht.
Ihr Langhaus besteht aus einem Mittelschiff und einem Seitenschiff, einem eingezogenen Chor im Südwesten, der von zwei Sakristeien flankiert wird, und einem Kirchturm in der Nordostecke von Mittelschiff und Seitenschiff, in dessen Glockenstuhl fünf Kirchenglocken hängen. Die Glocken stammen aus der Stuttgarter Glockengießerei Heinrich Kurtz. Die Obergaden im Mittelschiff lassen eine Basilika anklingen. Die Glasmalereien im Chor und im Seitenschiff stammen von Wilhelm Geyer.

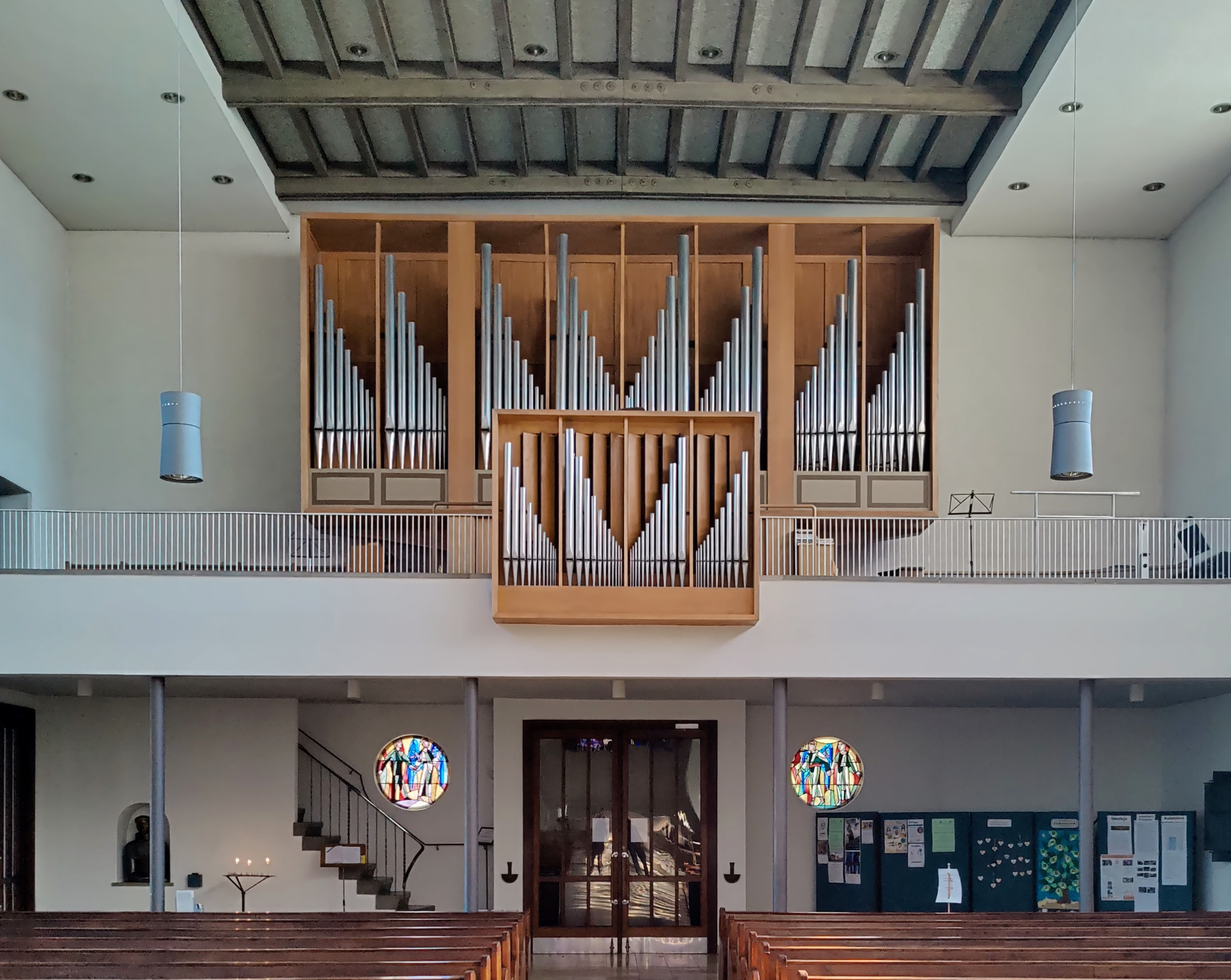
Orgel St. Michael (Stuttgart-Sillenbuch)

Die Orgel auf der Empore verfügt über 22 Register auf zwei Manualen und Pedal und wurde 1963 von Rieger Orgelbau errichtet. Eine durch Spenden finanzierte Überholung erfolgte 2018 durch Friedrich Lieb.

## Kirchenausstattung
Die Kirchenausstattung hat Otto Herbert Hajek geschaffen.
- Taufbecken[5], aus Muschelkalk mit einem Deckel aus Eisenblech
- Weihwasserbecken gefertigt aus Terrakotta
- Hauptaltar, Altarkreuz und Altarkerzenständer. Der Hauptaltar wurde 1973 durch einen neuen Altar von R. Verstege ersetzt.
- Tabernakel
- Ambo
- Apostelkreuze

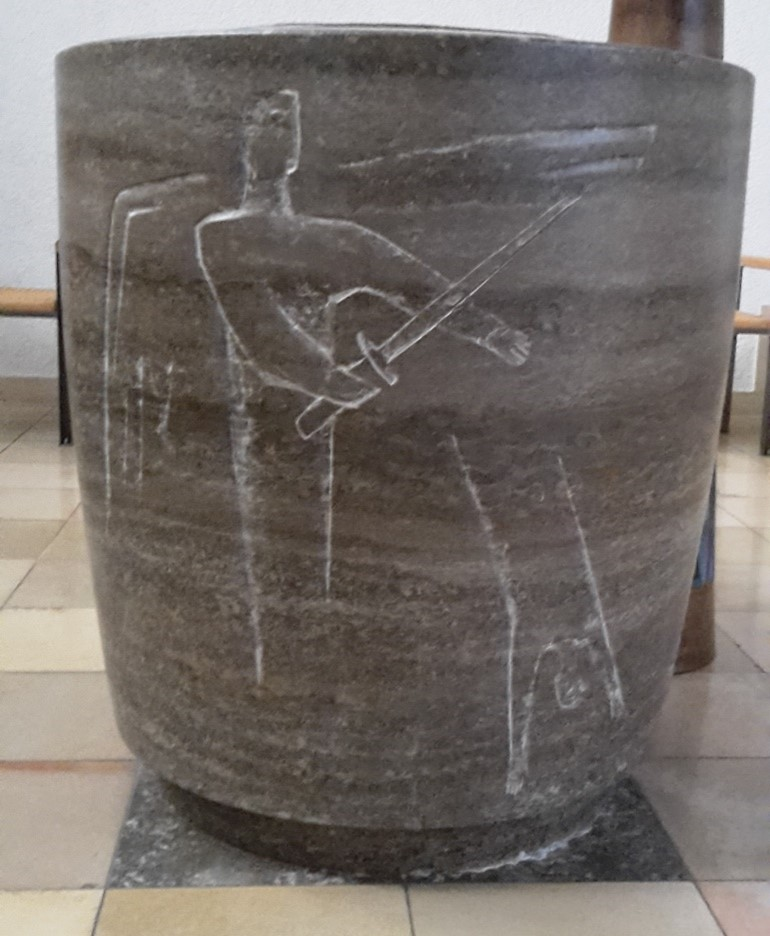
Taufstein
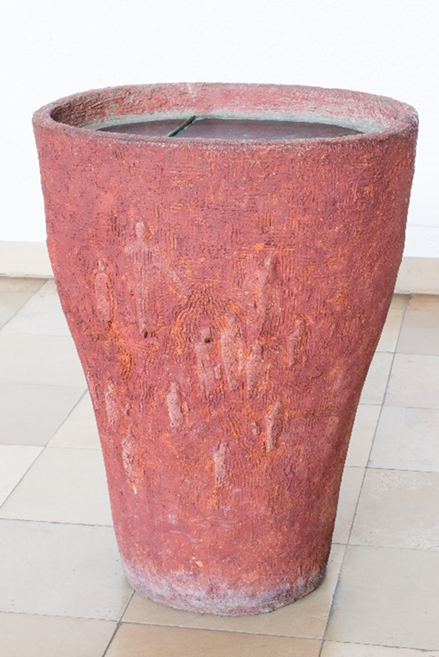
Weihwasserbecken
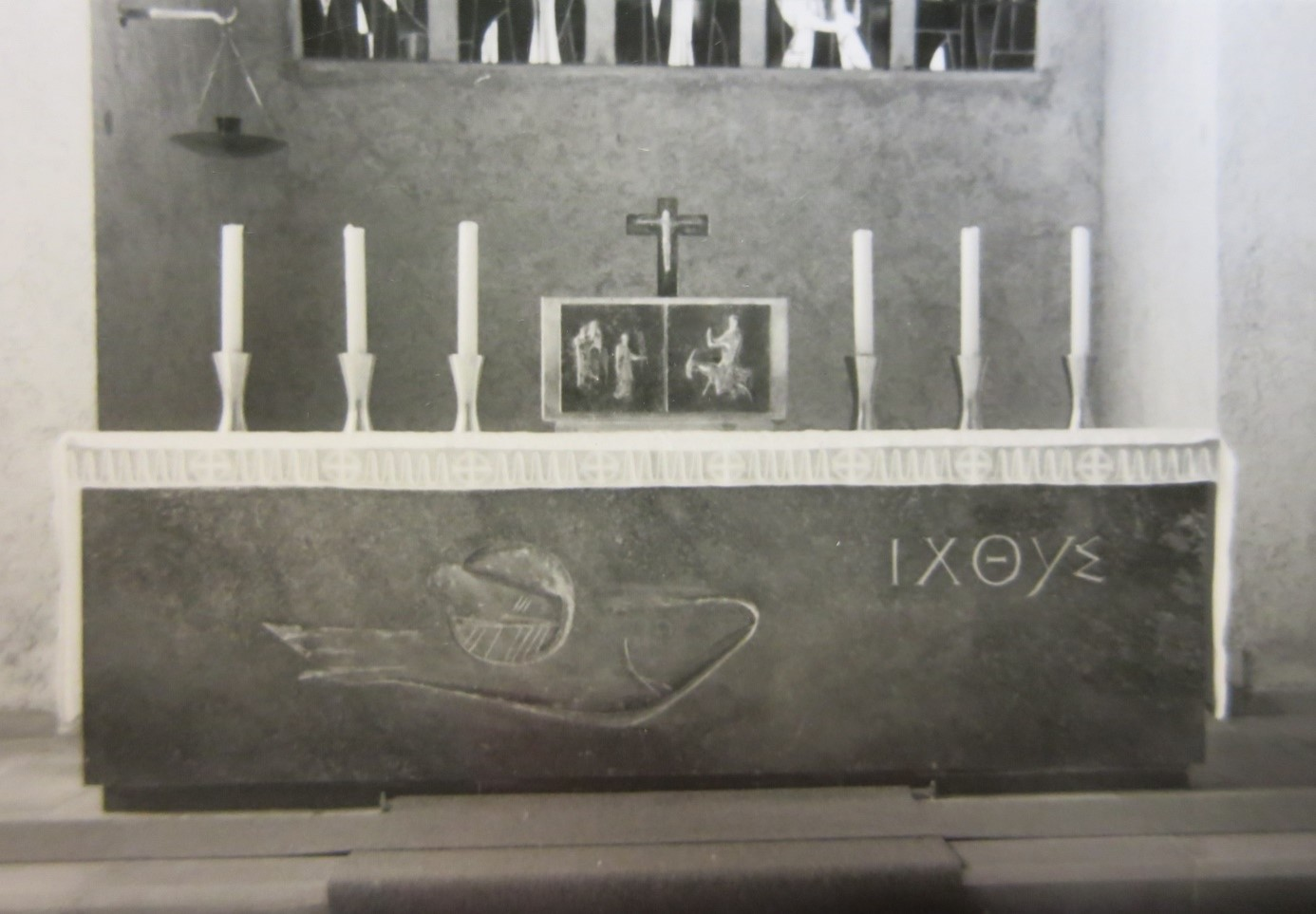
Alter Hauptaltar mit Altarkreuz und Altarkerzenständer
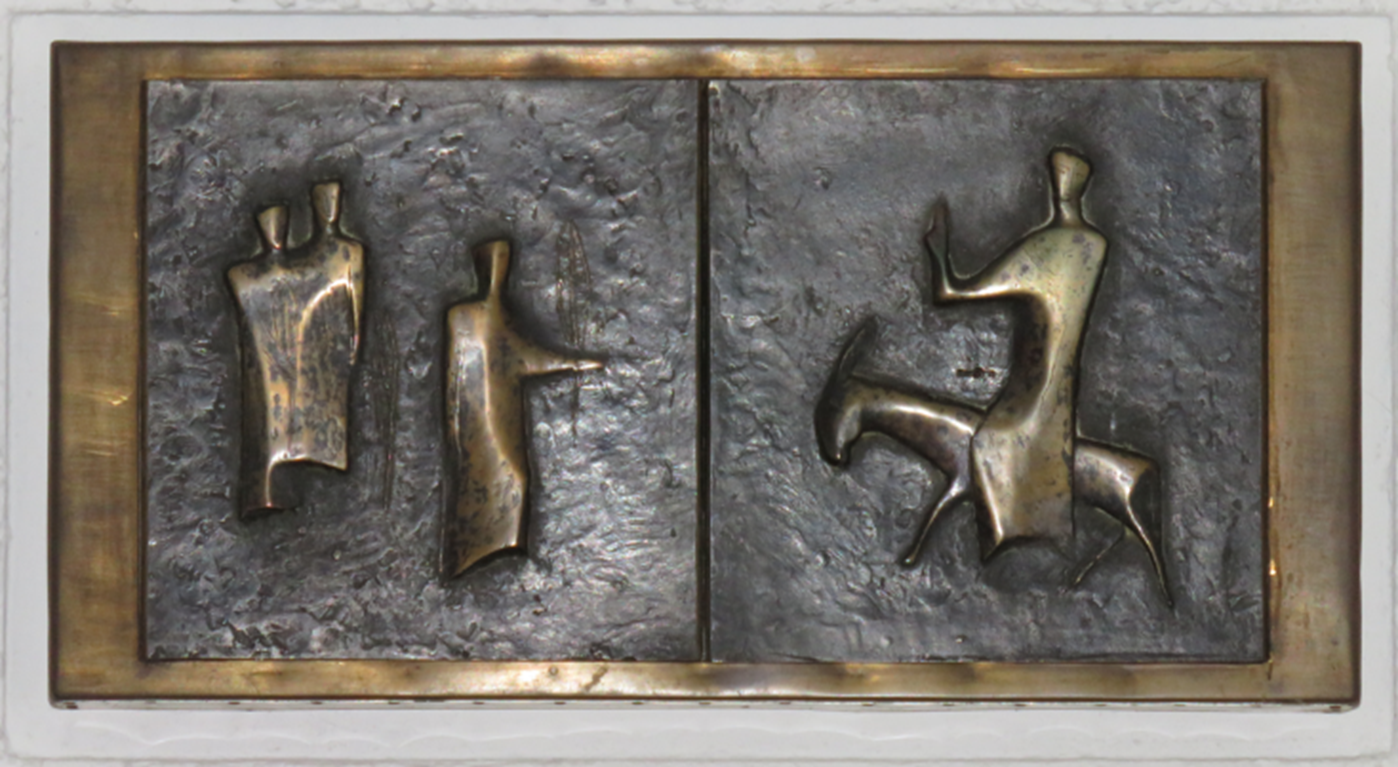
Tabernakel
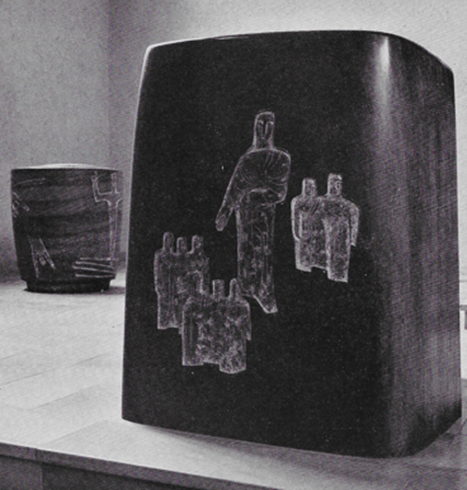
Ambo
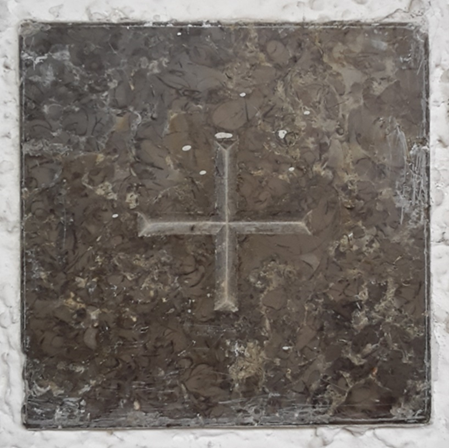
Apostelkreuz